# رحبة اليوسفي كريش (مكيراس)

تعديل مصدري - تعديل

رحبة اليوسفي كريش هي إحدى قرى عزلة مكيراس بمديرية مكيراس التابعة لمحافظة البيضاء، بلغ تعداد سكانها 64 نسمة حسب تعداد اليمن لعام 2004.